# Parafia św. Rocha w Lemanie
Parafia pw. Świętego Rocha w Lemanie – parafia rzymskokatolicka należąca do dekanatu Kolno, diecezji łomżyńskiej, metropolii białostockiej. 
Erygowana w 1906 roku. Jest prowadzona przez księży diecezjalnych.

## Historia
W 1864 Tomasz Czyż, Adam Zadroga i Piotr Zajk, gospodarze z Lemana, wystąpili do biskupa sejneńskiego z prośbą o skierowanie do wsi stałego duszpasterza.
W 1865 zorganizowano komisję złożoną z duchownych i świeckich, która zaproponowała, by stworzyć dwie nowe parafie: Zalas i Leman. Miały objąć 12 wsi na terenie guberni augustowskiej, które dotąd należały do parafii Myszyniec. W granicach nowej parafii Leman miały sę znaleźć: Ksebki i Łączki z parafii Myszyniec, a także Leman, Łacha i Zimna z parafii Kolno. Projektu nie zrealizowano, ale w 1867 w Lemanie zamieszkał na stałe kapłan – wikariusz parafii Kolno. Odprawiał nabożeństwa i spowiadał. By uzyskać ślub, ochrzcić dziecko albo zarejestrować zgon, należało udać się do Kolna, gdzie prowadzone były akta metrykalne. Kapłan mieszkający w Lemanie opiekował się wiernymi z trzech wsi: Leman (w 1859 wieś liczyła 422 mieszkańców), Łacha (450) i Zimna (199). Ksebki i Łączki pozostały w parafii Myszyniec. W 1868 mieszkańcy tych wsi wystąpili z prośbą do biskupa o przyłączenie do Lemana, ale bezskutecznie.
Parafię w Lemanie erygowano w 1906. Dekret o utworzeniu nowej jednostki administracji kościelnej 22 czerwca 1906 podpisał rządca diecezji sejneńskiej ks. prałat Józef Antonowicz. W tym czasie wikariuszem parafii Kolno z posługą w Lemanie był ks. Jerzy Massionis, który otrzymał pełne prawa proboszcza.
W 1925 parafię Leman przeniesiono z diecezji sejneńskiej do łomżyńskiej.
Z dniem 1 stycznia 1937 Strażnica Graniczna „Pudełko” na skraju wsi Leman odłączyła się od parafii Zalas i dołączyła do parafii Leman. Z dniem 1 stycznia 1984 z parafii Leman ubyła dzielnica Łachy – Zajezierze (19 rodzin), którą dołączono do nowej parafii Kozioł.
20 sierpnia 2006 zorganizowano uroczystości z okazji stulecia erygowania parafii.
W parafii obchodzone są dwa odpusty: 16 sierpnia ku czci św. Rocha i 8 grudnia ku czci Niepokalanego Poczęcia NMP.

## Kościoły
Pierwsza drewniana kaplica w Lemanie powstała w 1809. Przetrwała do 1832 lub około 1837, kiedy spłonęła.
Drugą drewnianą kaplicę wzniesiono w 1860. Budowę prowadzono do 1867. W 1909 została powiększona.
W kwietniu 1925 ks. Czesław Dziondziak rozpoczął rozbiórkę kościoła i budowę nowej świątyni. Została poświęcona 16 sierpnia 1925 w czasie odpustu ku czci św. Rocha.

## Zabudowania parafialne

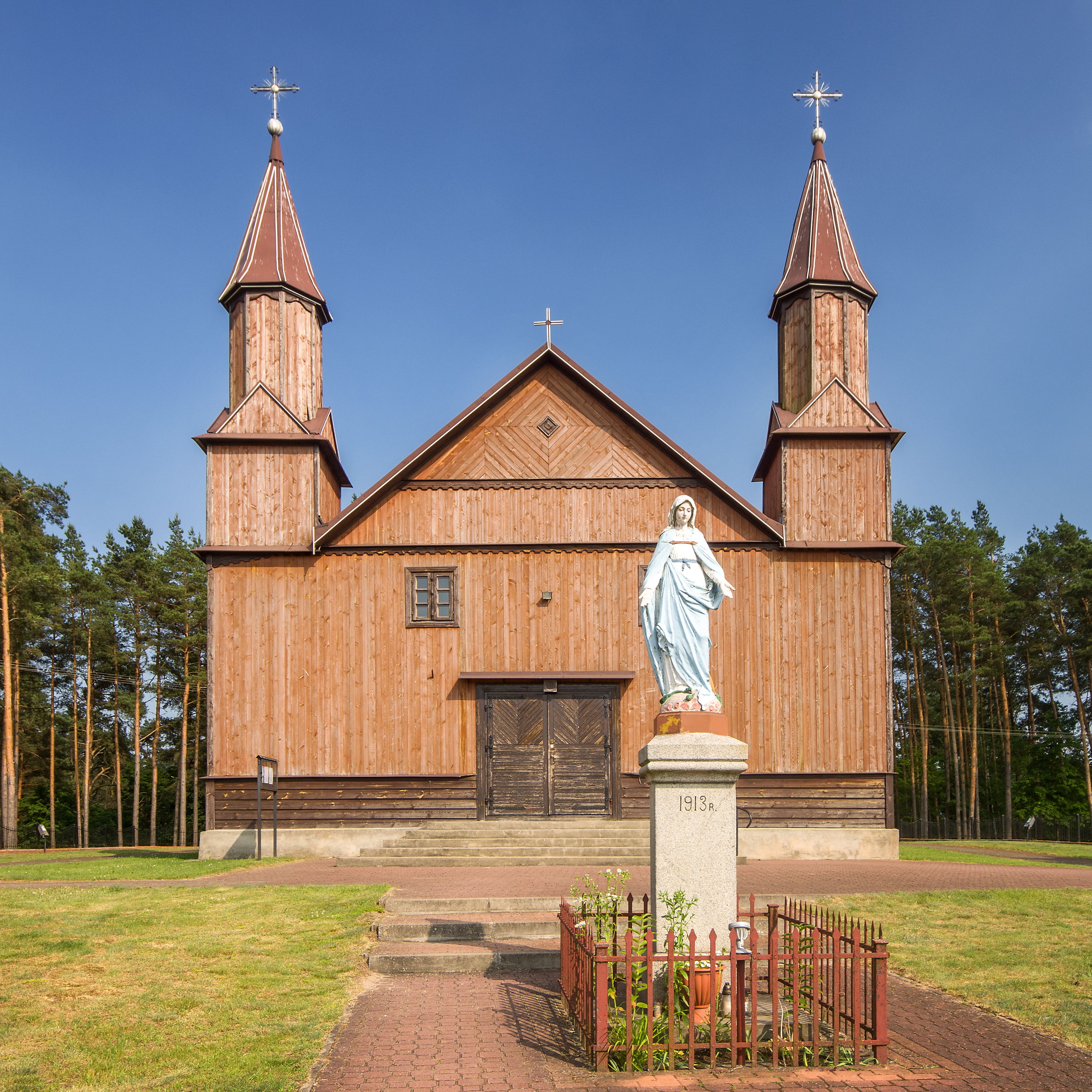
Figura Maryi z 1913 przed kościołem

### Cmentarz kościelny
W pobliżu kościoła, przy ogrodzeniu, stoi duży drewniany krzyż misyjny. Przed kościołem stoi figura Maryi Niepokalanej z 1913. Nieopodal stoi drewniana kapliczka z figurą św. Rocha. Wystawiono ją w 1913, a w 2006 odnowiono. Jest to fundacja Aleksandry Czyż z Lemana. 

### Dzwonnica
Drewniana dwukondygnacyjna dzwonnica zbudowana w konstrukcji słupowej została wystawiona w 1885. Oszalowano ją deskami. Miała 11 m wysokości.

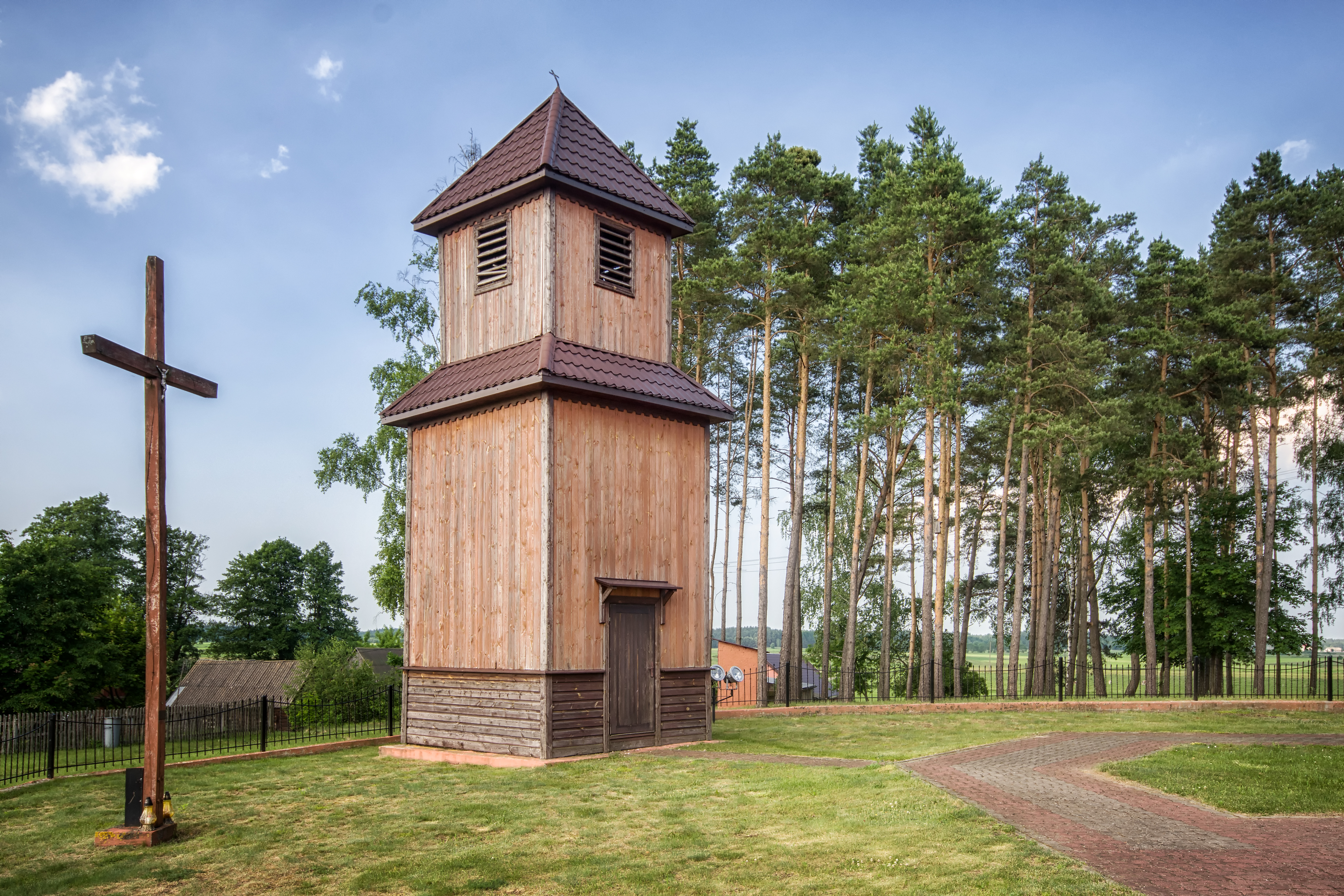
Dzwonnica i krzyż misyjny

W 1925 zbudowano drugą dzwonnicę. Postawiono ją ok. 10 m od kościoła. Jest drewniana, w konstrukcji słupowej. Stoi na podmurówce z granitowych bloków. Więźba dachowa jest krokwiowa. Dzwonnica jest zbudowana na planie prostokąta o wymiarach 3,5 na 4,5 m. Elewacje są proste, gładkie. Ściany oszalowano pionowymi deskami. Do wnętrza wchodzi się przed drewniane jednoskrzydłowe drzwi na południowej ścianie. W górnej kondygnacji dzwonnicy widoczne otwory: trzy bez wypełnienia, czwarty z kilkoma profilowanymi laskami. Dolna kondygnacja dzwonnicy jest ok. trzy razy wyższy niż górna. Dzwonnicy ma wysmukłą bryłę. Całość nakryta jest czterospadowym dachem namiotowym. Kondygnacje rozdziela daszek okapowy. Powierzchnia użytkowa dzwonnicy to 15,7 m², a kubatura – ok. 180 m³.
W środku znajdują się dwa dzwony i sygnaturka. W czasie II wojny światowej dzwony prawdopodobnie zakopano pod dzwonnicą. Po wojnie wróciły na miejsce.
Dzwonnica jest wpisana do rejestru zabytków (A-535 z 21 listopada 1994).

### Plebania

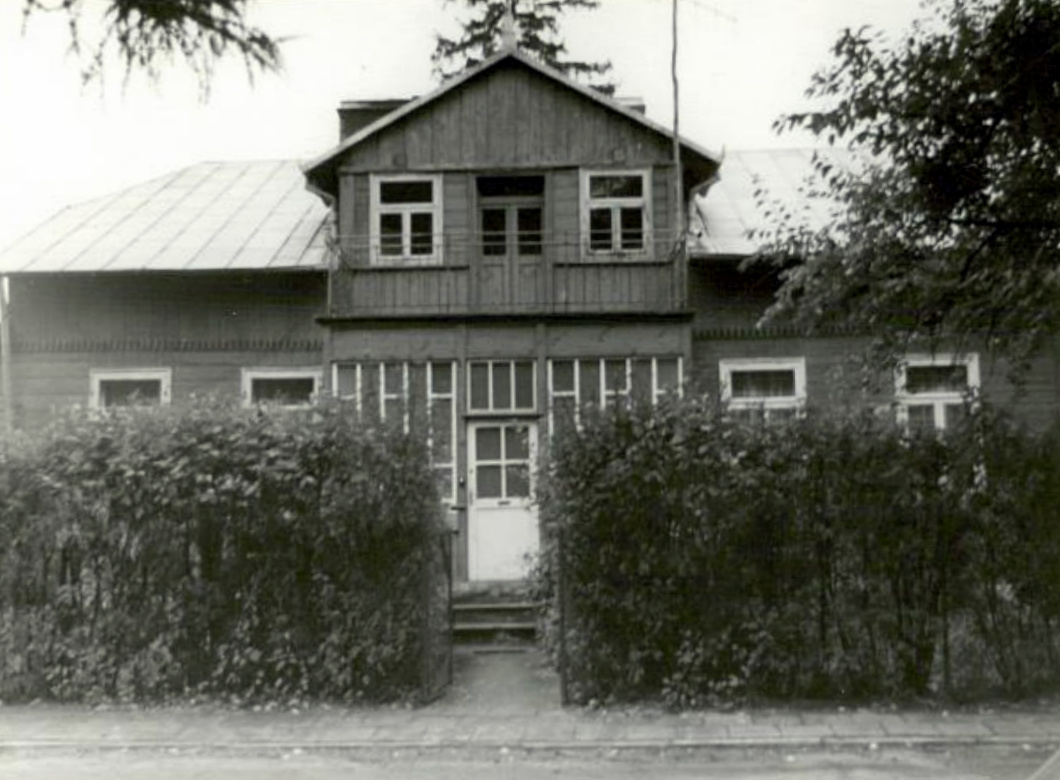
Plebania na zdjęciu z 1987

Jest drewniana. Została zbudowana w 1913 z inicjatywy ówczesnego proboszcza ks. W. Ramotowskiego. Po 1945 była remontowana. W latach 50. XX wieku plebanię rozbudowano od południa i oszalowano z zewnątrz. W 1976 wymieniono pokrycie dachowe na blachę ocynkowaną.
Plebania została zbudowana w konstrukcji zrębowej na planie prostokąta, stoi na wysokiej ceglanej podmurówce, jest podpiwniczona. Więźba dachowa jest drewniana krokwiowa-stolcowa. Stropy są drewniane i płaskie. Ściana frontowa jest dwukondygnacyjna. Na parterze wydzielono werandę, nad którą jest facjata poprzedzona tarasem. Facjatę wieńczy trójkątny spłaszczony szczyt. Plebania jest nakryta dachem naczółkowym. Nad facjatą dach jest dwuspadowy. Od południa dobudowano część domu, jest ona niższa niż korpus budynku i przykryta trójpołaciowym dachem. Z tyłu umieszczono wydłużony taras, a na ścianie południowej niewielki taras, pod którym znajduje się zejście do piwnic. Okna w budynku są podwójne, trójdzielne, ościeżnicowe, natomiast drzwi płycinowe, jednoskrzydłowe (frontowe i prowadzące na taras są przeszklone). Elewacje budynku są gładkie, szalowane deskami łączonymi na pióro i wpust. W różnych miejscach elewacji deski ułożono albo pionowo, albo poziomo. Powierzchnia użytkowa plebanii to 370 m², a kubatura – ok. 1200 m³.

### Cmentarz grzebalny

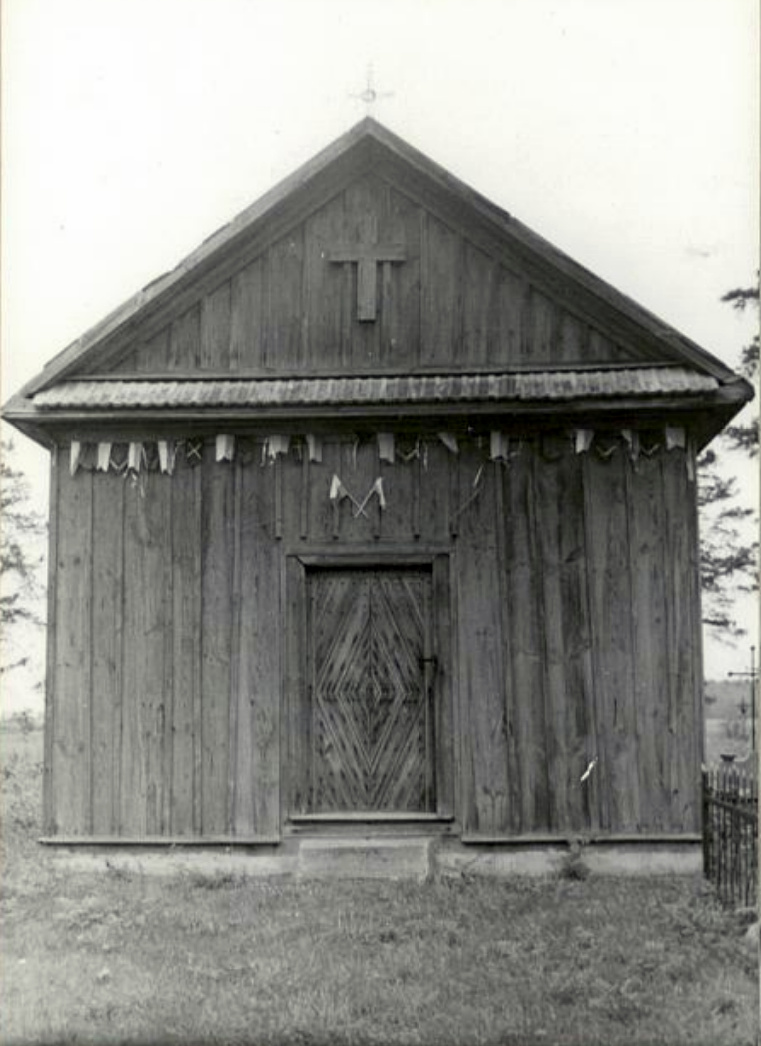
Kaplica cmentarna na zdjęciu z 1987

W 1868 w Lemanie wydzielono miejsce na cmentarz – 1 km od kościoła na południe. Na cmentarzu postawiono kaplicę. Karta biała zabytku z 1987 datuje ją na przełom XVIII i XIX wieku, karta zielona z 1959 – na wiek XVIII. Kaplica o wymiarach 4,7 na 6 m stoi w centrum cmentarza, na głównej osi alei, frontem do wschód. Jest drewniana, słupowa, szalowana z obu stron. Stoi na podmurówce z kamienia polnego. Strop kaplicy jest drewniany i płaski. Więźba dachowa jest drewniana, krokwiowo-jętkowa. Dach i okupy pokryto zakładkową dachówką cementową. W kaplicy zamontowano pojedyncze drewniane okna, sześciokwaterowe. Nie otwierają się. Do kaplicy prowadzą jednoskrzydłowe klepkowe drzwi zamontowane na frontowej ścianie. Są szalowane ozdobnie rombami i ręcznie nabijane kutymi ćwiekami. Budynek pokrywa dwuspadowy niezbyt stromy dach. W elewacjach bocznych zamontowano po jednym oknie na osi w górnej części ściany. Elewacja tylna jest taka sama jak frontowa, ale bez otworu drzwiowego. Ściany i szczyty oszalowano pionowymi deskami z listwami na spinach. Zauważalny jest wydatny okap podbity od dołu deskami. W środku znajduje się drewniany ołtarz. Powierzchnia użytkowa kaplicy to 28 m², a kubatura – ok. 110 m³.
W 1924 cmentarz powiększono. W 1931 podjęto decyzję o założeniu nowego cmentarza bliżej kościoła, ale wierni byli przyzwyczajeni do dotychczasowego miejsca.
Na cmentarzu zachowały się dwa stare żeliwne krzyże nagrobne z 1868 i 1881. Znajdują się tu nagrobki kapłańskie: po lewej stronie kaplicy spoczywa ks. Szymon Bagiński. Po prawej stronie kaplicy znajdują się groby Leopolda Dąbkowskiego i Józefa Lemańskiego, żołnierzy, którzy brali udział w wojnie polsko-bolszewickiej. Nieopodal leży Mieczysław Krupka, w 1946 skazany na śmierć za udział w podziemiu antykomunistycznym.
W 2016 na cmentarzu parafialnym odsłonięto i poświęcono pomnik ku czci mieszkańców parafii Leman zamordowanych w niemieckich obozach koncentracyjnych w latach 1943–1945.

## Obszar parafii
W granicach parafii znajdują się miejscowości:
- Leman,
- Łacha
- Zimna[1].

## Ludność
- 1920 – 1972
- 1935 – 1650
- 1948 – 1610
- 1959 – 1371
- 1985 – 1081
- 1992 – 896
- 2000 – 895
- 2005 – 850
- 2006 – 848 osób[2].

## Duchowieństwo

### Kapłani posługujący w Lemanie do czasu erygowania parafii
- ks. Józef Wierzbicki
- ks. Parszelon
- ks. Wincenty Trocki
- ks. Józef Dalida
- ks. Jerzy Massionis[2].

### Proboszczowie
- ks. Jerzy Massionis (1906–?)[2]
- ks. W. Ramotowski[7]
- ks. Wawrzyniec Dubowski
- ks. Czesław Dziondziak (1924–1928)
- ks. Jan Ostrowski (1928–1931)
- ks. Jan Kapel (1931–1933)
- ks. Stanisław Cudnik (1933–1938)
- ks. Antoni Janowicz (1938–1939)
- ks. Józef Janucik (1945–1946)
- ks. Szymon Bagiński (1946–1956)
- ks. Józef Mierzejewski (1956–1957)
- ks. Wacław Kołota (1957–1972)
- ks. Tadeusz Żur (1972–1983)
- ks. Józef Orłowski (1983–1991)
- ks. Mieczysław Lubiejewski (1991–1998)
- ks. Waldemar Heromiński (1998–2004)
- ks. Grzegorz Polesiński (2004–2016)
- ks. Roman Zaręba (od 2016)[2].